# Semih Aydilek
Semih Aydilek (* 16. Januar 1989 in Frankfurt am Main) ist ein deutsch-türkischer Fußballspieler. Seine Position ist das Mittelfeld.

## Karriere

### Verein
Aydilek spielte in der Jugend für Eintracht Frankfurt, bevor er nach England zu Birmingham City wechselte. Hier kam er 2008 in den Seniorenbereich, erhielt jedoch keine Einsätze in der ersten Mannschaft. Daraufhin wurde er an den schottischen Verein FC Motherwell verliehen, blieb jedoch auch hier ohne Profispiel. Nach Ablauf der Leihe schloss er sich Kayserispor an und gab hier am 16. August 2009 sein Debüt in der Turkcell Süper Lig, als er in der 89. Minute beim 1:1-Unentschieden gegen Gaziantepspor für Durmuş Bayram eingewechselt wurde.
Zur Saison 2012/13 wechselte er zum türkischen Zweitligisten Torku Konyaspor. Nach zwei Spielzeiten für diesen Verein wechselte er innerhalb der Süper Lig zu Gaziantepspor. Dieser Wechsel kam später nicht zustande. Zum Ende der Saison 2013/14 lief sein Vertrag in Konyaspor aus und er blieb eine Saison lang ohne Verein. Zum Beginn der Saison 2014/15 wechselte er zur Spvgg 05 Frankfurt-Oberrad in die fünftklassige Hessenliga. Er spielt derzeit im hessischen Fußballverein SC 1960 Hanau.

### Nationalmannschaft
Aydilek bestritt seine ersten Länderspiele für die türkischen Jugendnationalmannschaften der Altersklasse U-17 und U-18. Danach war er Teil der deutschen U-19, sowie der U-20. Er verpasste jedoch auf Grund einer Sprunggelenksverletzung die Europameisterschaft 2008, bei der Deutschland siegte. Dafür nahm er an der Junioren-Weltmeisterschaft 2009 teil, wo er das erste Turniertor für die deutsche Auswahl, bei dem 3:0-Auftaktsieg gegen die Junioren der Vereinigten Staaten, per einem an ihm selbst verursachten Elfmeter, erzielte. Insgesamt kam er in dem Turnier viermal zum Einsatz, spielte dabei jedes Mal von Anfang an und wurde dreimal ausgewechselt, sowie einmal nach einer gelb-roten Karte im letzten Gruppenspiel gegen Kamerun, das dennoch mit 3:0 gewonnen werden konnte, vom Platz gestellt. Wegen der fälligen Sperre fehlte er nur im Achtelfinale.

## Erfolge
- Mit Konyaspor
- Playoff-Sieger der TFF 1. Lig und Aufstieg in die Süper Lig: 2012/13
- TSYD-Ankara-Pokalsieger: 2013